# Power Rangers: In Space
Power Rangers in Space is het zesde seizoen van de Power Rangers serie geproduceerd door Saban Entertainment. Dit seizoen werd in 1998 uitgezonden en bestond uit 43 afleveringen.
Power Rangers in Space was gebaseerd op de Sentai show Denji Sentai Megaranger. Ook nu ging het verhaal verder waar het vorige seizoen, Power Rangers: Turbo, ophield.
Power Rangers in Space betekende een keerpunt in de geschiedenis van Power Rangers. De serie bracht de verhaallijn die al vanaf het eerste seizoen van Mighty Morphin Power Rangers liep tot een einde. Power Rangers in Space was ook een van de populairste series van allemaal.

## Achtergrond
Door de slechte reacties van fans die Power Rangers: Turbo kreeg, moest Saban Entertainment het voor Power Rangers in Space met een extra laag budget doen. Saban dreigde zelfs met de Power Ranger serie te moeten stoppen als de kijkcijfers niet snel weer omhoog gingen. Omdat Power Rangers: In Space dus mogelijk het laatste seizoen van de serie zou worden, besloot Saban er een grote finale van te maken waarin de doorlopende verhaallijn die al sinds het eerste seizoen van Mighty Morphin Power Rangers liep tot een einde zou worden gebracht.
De beslissing om het verhaal zich te laten afspelen in de ruimte kwam door een communicatiefout tussen Toei en Saban. Nadat Saban een paar schetsen van de MegaRangers en hun Mecha had gezien dachten ze dat Denji Sentai Megaranger zich in de ruimte afspeelde en begonnen een script te schrijven rond dit idee. Saban vergat echter Toei meer details te vragen over de verhaallijn van Megaranger. Toen Saban ontdekte dat Megaranger zich gewoon afspeelde op Aarde was het al te laat om de plannen nog te wijzigen. Daarom werd een groot deel van het toch al lage budget gebruikt om nieuwe gevechtsscènes te filmen. Het beeldmateriaal uit de Sentai serie Megaranger werd met de computer een beetje anders gekleurd om de indruk te wekken dat dit zich afspeelde op een andere planeet.
Er werden twee team-up afleveringen gemaakt. Een waarin Justin Stewart uit Power Rangers Turbo nog eenmaal terugkeerde en een met Adam Park, de zwarte Mighty Morphin Ranger en groene Zeo + Turbo Ranger. Ook de Phantom Ranger kwam even voor in Power Ranges in Space. Er was zelfs een aflevering gepland waarin zijn identiteit eindelijk onthuld zou worden, maar door budgetgebrek moest deze worden geschrapt.
PRIS was de eerste Power Ranger serie met een verhaallijn die van aflevering op aflevering doorliep en kwamen er plotwendingen in voor die nooit eerder in een Power Ranger serie waren gebruikt. Ook was dit de eerste serie waarin de Rode Ranger een power-up kreeg in de vorm van een Battlizer. Dit zou voortaan standaard worden voor elke volgende Power Ranger serie. (In seizoen 16, Power Rangers: Jungle Fury kreeg de Rode Ranger voor het eerst sinds 10 jaar geen Battlizer.)
Een andere reden dat de serie aansloeg was door de sympathieke en vooral verschillende vijanden zoals Astronema en Ecliptor. Astronema bleek later in de serie Andros’ verloren zus Karone te zijn die als kind ontvoerd was door Darkonda.
Al deze zaken droegen eraan bij dat Power rangers: In Space de succesvolste van alle power ranger-series werd.

## Verhaallijn
Vervolg van Power Rangers Turbo
Na een lange reis door de ruimte komen de vier voormalige Turbo Rangers langs een groot ruimteschip. Hun spaceshuttle wordt door het schip aangetrokken. Aan boord ontmoeten ze de Rode Space Ranger Andros, een alien van de planeet KO-35. Hij is kort daarvoor getuige geweest van de creatie van de United Aliance of Evil waarbij Dark Specter alle oude vijanden van de Rangers verenigd heeft onder zijn bevel. Andros wantrouwt de nieuwkomers in eerste instantie, maar nadat ze hem helpen zijn schip te redden van een nieuwe vijand, Astronema, geeft hij hen Astro Morphers zodat ze zelf ook Space Rangers worden.
Andros vertelt de vier dat hij gezien heeft hoe Dark Specter Zordon gevangengenomen heeft en nu van plan is zijn kracht te absorberen. De vijf Rangers moeten Zordon vinden voor het te laat is. Echter, omdat Astronema steeds aanvallen opent op de Aarde zijn de Rangers het merendeel van de tijd bezig de planeet te redden en komen niet aan zoeken toe.
Tijdens hun zoektocht ontmoeten ze een paar oude vrienden waaronder de Phantom Ranger die Andros de Delta Megazord geeft. Een tijdje later wint Andros in een buitenaards Casino een paar sleutelkaarten van Zordon die de Rangers toegang geven tot de Mega Voyager.
De Rangers ontdekken in een geheime ruimte van het Megaschip de Zilveren Ranger Zhane, die door Andros cryogeen is bevroren nadat hij ernstig gewond raakte in een gevecht. Zhane ontwaakt later en helpt de anderen. Ook vinden ze een paar andere overlevenden van KO-35 die voor Zhane de Mega Winger bouwen.
Tot Andros’ verbazing blijkt Astronema zijn verloren zus Karone te zijn. Nadat Astronema hierachter komt begint ze te twijfelen aan haar lot als Dark Specter’s rechterhand. Ze sluit zichzelf zelfs even bij de Rangers aan, maar wordt ontvoerd door Darkonda en door Dark Specter weer onder zijn controle geplaatst. Vervolgens stuurt Astronema kwaadaardige dubbelgangers van de Power Rangers op de Aarde af, de Psycho Rangers. De Rangers weten deze te verslaan en later via een machine te veranderen in data kaarten. 
In de laatste twee afleveringen getiteld “Countdown to Destruction” geeft Dark Specter het bevel tot verovering van het universum. Het Machine Keizerrijk vecht tegen Blue Senturion en Phantom Ranger. Divatox en haar leger vallen de planeet Aquitar aan en verslaan de Alien Rangers. Rita Repulsa en Lord Zedd openen de aanval op Triforia en Trey, de gouden Ranger, wordt gevangen.
Astronema richt haar aandacht op de Aarde. De Rangers verliezen in het gevecht de Delta Megazord, Mega Voyager en Mega Winger en zijn gedwongen zich terug te trekken. Ondertussen steelt Darkonda een wapen dat bedoeld was om de Aarde op te blazen en gebruikt dit tegen Dark Specter. Hij komt hierbij zelf ook om. Astronema benoemt zichzelf hierna tot de koningin van het kwaad.
Andros besluit Astronema’s schip binnen te dringen in de hoop dat hij haar kan overtuigen op te houden. De andere vijf Rangers vechten zo lang het nog kan tegen de invasie. Andros vindt aan boord van Astronema’s schip ook Zordon, die nog steeds gevangen zit in een energie capsule. Hij beveelt hem de capsule te vernietigen zodat zijn energiegolf het universum kan bevrijden van Dark Specters legers. Andros wordt echter gestopt door Astronema en gaat het gevecht met haar aan, waarbij hij haar per ongeluk dood. Hierop vernietigt hij Zordon’s capsule. De energiegolf die vrijkomt verandert alle helpers van Dark Specter in zand. Alleen Divatox, Rita Repulsa en Lord Zedd overleven, maar worden door de golf veranderd in gewone mensen, niet langer slecht. Zordon overleeft deze laatste actie echter niet.
Eenmaal terug op Aarde blijkt dat de energiegolf Astronema weer tot leven heeft gebracht en Dark Specters invloed op haar heeft verwijderd. Ze is weer Karone.

## Karakters

### Space Rangers
- Andros/ Rode Space Ranger : Andros is een alien van de planeet KO-35. Hij is al jaren op zoek naar zijn verloren zus Karone. Andros is een serieuze leider en beschikt ook over psychische gaven.
- Theodore J. Jarvis “TJ” Johnson/ Blauwe Space Ranger: de voormalige Rode Turbo Ranger. Hij leidde het team de ruimte in waar ze Andros ontmoetten.
- Carlos Vallertes/ Zwarte Space Ranger: de voormalige Groene Turbo Ranger. Aan boord van het Megaschip neemt hij langzaam de rol als technisch adviseur op zich.
- Cassie Chan / Roze Space Ranger: de voormalige Roze Turbo Ranger.
- Ashley Hammond/ Gele Space Ranger: de voormalige Gele Turbo Ranger. Ze is de steun van het team en altijd goed gehumeurd. Ook is ze heel knap en heeft strakke rondingen in haar uniform.
- Zhane/ Zilveren Space Ranger: een oude vriend van Andros die zwaargewond raakte in een gevecht toen KO-35 werd aangevallen. De Rangers vinden hem cryogeen bevroren aan boord van het Megaschip. Door zijn jarenlange herstel zijn z’n Ranger krachten verzwakt waardoor hij in het begin maar zeer kort de Zilveren Ranger kan blijven. Nadat hij door de bliksem wordt getroffen wordt zijn morpher weer opgeladen.

### Hulp
- Alpha 6: alpha 6 was de robot assistent van Dimitria Alpha 6 is de opvolger van Alpha 5. Hij ging met de Rangers mee de ruimte in en maakt van het megaschip zijn nieuwe thuis.
- D.E.C.A: D.E.C.A is de boordcomputer van het Megaschip.
- Zordon: de mentor van de eerste Power Rangers, nu een gevangene van Dark Spectre. In de finale offert hij zichzelf op om het universum te redden.
- Bulk & Skull: Bulk en Skull werken nu als hulpjes van professor Phenomenus.
- Professor Phenomenus: een gekke geleerde die koste wat het kost buitenaards leven wil ontdekken.
- Phantom Ranger: hij is ook op zoek naar Zordon. Bij zijn ontmoeting met de Rangers geeft hij Andros de Delta Megazord. In de finale vecht hij samen met Blue Senturion tegen het Machine Keizerrijk.
- Justin Stewart/Blauwe Turbo Ranger: Justin komt de Rangers te hulp nadat ze zijn gevangen door Astronema. Blijkbaar had zijn oude Turbo Morpher nog genoeg kracht voor een laatste verandering.
- Adam Park/Zwarte Mighty Morphin Ranger: nadat Carlos in een gevecht per ongeluk Cassie verwond begint hij aan zichzelf te twijfelen. Adam helpt hem er weer boven op en riskeert zelfs zijn leven door zijn oude zwarte ranger munt, die beschadigd was na de vernietiging van de Thunderzords, te gebruiken.
- Alien Rangers: vechten in de finale tegen Divatox en haar leger.
- Blue Senturion: vecht in de finale samen met Phantom Ranger tegen het Machine Keizerrijk.
- Trey/Gouden Ranger: vecht in de finale tegen Rita en Zedd.

### United Alliance of Evil (UAE)

#### Hoofdvijanden
De United Aliance of Evil bestaat uit alle oude vijanden van de Power Rangers, verenigd door Dark Specter.
- Dark Specter: bekend als de opperheerser van het kwaad. Hij was verantwoordelijk voor de aanval op Eltar. Hij houdt Zordon gevangen met als plan zijn krachten te adsorberen. Hij wordt vernietigd door Darkonda met een wapen dat bestemd was voor de Aarde.
- Astronema: Dark Specters rechterhand. Zij blijkt Andros zus Karone te zijn. Jaren terug werd ze ontvoerd door Darkonda en door Ecliptor opgevoed tot de prinses van het kwaad. Ze sluit zich aan bij de Rangers nadat ze de waarheid ontdekt, maar wordt door Darkonda en Dark Specter teruggehaald naar de kant van het kwaad. In de finale wordt ze weer Karone.
- Ecliptor: Astronema's meedogenloze en meest loyale krijger. Hij is een meesterzwaardvechter. Hij beschouwt Astronema als zijn eigen dochter en doet alles om haar te beschermen. Toen ze zich bij de Rangers aansloot volgde hij haar. Hij wordt net als zij door Dark Specter weer onder zijn controle geplaatst. Ecliptor sterft door Zordons energiegolf.
- Darkonda: Darkonda ontvoerde Karone toen ze nog een kind was. Hij is een verrader die alleen aan zichzelf denkt. Hij onderneemt een poging om Dark Specter te vernietigen, maar komt hierbij zelf ook om.
- Elgar: Divatox’ neef. Hij werd door Dark Spectre toegewezen aan Astronema, tot haar grote ergernis. Hij wordt vernietigd door Zordons energiegolf.
- Psycho Rangers: een groep meedogenloze robots die door Astronema werden gemaakt als tegenhangers van de Power Rangers. Elke Psycho Ranger heeft ook een monstervorm. De Rangers slagen erin ze een voor een te verslaan, maar ze keren later terug. Ze worden opnieuw verslagen wanneer ze met een speciale machine worden veranderd in Data kaarten. Ze keren echter opnieuw terug in Power Rangers: Lost Galaxy.
- Quantrons: Astronema’s soldaten.

#### Andere Leden
- Rita Repulsa en Lord Zedd : vechten in de finale tegen de gouden Ranger. Beide veranderen door Zordons Energiegolf in gewone mensen.
- Goldar: sterft door Zordons energiegolf.
- Rito Revolto: sterft door Zordons energiegolf.
- Master Vile: sterft door Zordons energiegolf.
- Machine Keizerrijk: vecht in de finale tegen Phantom Ranger en Blue Senturion. Alle leden ervan komen om door Zordons energiegolf.
  - Koning Mondo
  - Koningin Machina
  - Prins Sprocket
- Divatox: vecht met haar leger in de finale tegen de Alien Rangers. Wordt door Zordons energiegolf veranderd in een gewoon mens.

## Zords
- Astro Megazord: de combinatie van het Megaschip met de NASADA spaceshuttle. Dit is de primaire megazord van de Space Rangers.
  - Astro Megaschip: Andros ruimteschip en het hoofdkwartier van de Rangers.
  - NASADA spaceshuttle: de spaceshuttle waarmee de vier oude Turbo Rangers de ruimt in reisden.
- Delta Megaschip/Delta Megazord: Andros krijgt het Delta Megaschip van de Phantom Ranger. Dit ruimteschip kan veranderen in een tweede megazord.
- Astro Delta Megazord: de combinatie van de Astro Megazord en de Delta Megazord.
- Mega V spacecrafts/Mega Voyager: de Mega V spacecrafts zijn vijf zords gemaakt door Zordon. Ze stonden op een van Jupiter’s manen. De Rangers kregen toegang tot deze zords door de sleutelkaarten van Zordon. De vijf zords kunnen transformeren tot de Mega Voyager.
  - Mega V1 – Robo Voyager
  - Mega V2 - Shuttle Voyager
  - Mega V3 - Rocket Voyager
  - Mega V4 - Saucer Voyager
  - Mega V5 - Tank Voyager
- Mega Winger: gebouwd door de overlevenden van KO-35. Dit is de persoonlijke zord van Zhane.
- Winged Mega Voyager: de Mega Winger kan zijn vleugels aan de Mega Voyager geven om deze combinatie te vormen.

## Titelsong
Gezongen door Ron Wasserman 

Geschreven door Ron Wasserman 

Gecomponeerd door Ron Wasserman en Kussa Mahchi
Five, four, three, two, one 

Rangers... in Space!
Set controls to outer space now 

Flying higher than ever before 

Rangers in Space!
Go Power Rangers 

Go Power Rangers 

Go Power Rangers 

Go! Go! Go! Fly!
Go Power Rangers 

Go Power Rangers 

Go Power Rangers 

Off... in space
Go Power Rangers 

Go Power Rangers 

Go Power Rangers 

Off... In Space!

## Wetenswaardigheden
- De Mega Winger en Mega Voyager zijn de eerste twee zords/ megazord combinaties zonder het woord “Zord” in hun naam, maar waarvan de naam rechtstreeks is overgenomen uit de Sentai versie.
- Het eindgevecht tussen Andros en Astronema is gelijk aan het einde van de Sentai Serie Gosei Sentai Dairanger waarin ook de Rode Ranger in de finale alleen vecht tegen de hoofdvijand uit de serie.
- Dit was de laatste serie die plaatsvond in de fictieve stad Angel Grove.
- Dit was de laatste serie met het duo Bulk & Skull. Bulk deed echter nog wel mee in de volgende serie Power Rangers: Lost Galaxy.
- Dit was de eerste serie met een Ranger die van zichzelf speciale krachten had (Andros was telekinetisch begaafd).
- Veel fans vragen zich af waarom Adam zijn leven riskeerde door zijn beschadigde zwarte Ranger munt te gebruiken terwijl hij ook gewoon zijn groene zeo morpher had kunnen gebruiken.
- Dit was de eerste serie sinds Mighty Morphin Power Rangers waarin de Rangers wapens gebruiken die niet voorkwamen in de Sentai versie.
- De serie bevatte een cross-over met Ninja Turtles: The Next Mutation, een minder bekende serie van Saban gebaseerd op de Teenage Mutant Ninja Turtles strips.